# Якубівка (селище)
Якубівка — село в Україні, у Городенківській міській громаді Коломийського району Івано-Франківської області.
Відповідно до Розпорядження Кабінету Міністрів України від 12 червня 2020 року за № 714-р «Про визначення адміністративних центрів та затвердження територій територіальних громад Івано-Франківської області» увійшло до складу Городенківської міської громади.

## Історія
17 жовтня 1954 року облвиконком рішенням № 744 передав хутір Якубівка з Родниківської сільської ради до Рашківської сільської ради.
Надалі за часів СРСР називалося Яківка.

## Населення

### Мова
Розподіл населення за рідною мовою за даними перепису 2001 року:
| Мова       | Кількість | Відсоток |
| ---------- | --------- | -------- |
| українська | 336       | 99.41%   |
| російська  | 2         | 0.59%    |
| Усього     | 338       | 100%     |

## Відомі люди
Народилися:
- Антін Андрохович (1847—1926) — український церковний та громадський діяч.